# Бобслей на зимних Олимпийских играх 1956
Соревнования по бобслею на зимних Олимпийских играх 1956 года прошли с 27 января по 4 февраля в Кортина-д’Ампеццо. Данная трасса к моменту начала состязаний имела богатую полувековую историю: в частности, здесь проходили чемпионаты мира 1937 и 1939 годов, впоследствии сооружение неоднократно усовершенствовалось, чтобы отвечать европейскому регламенту и принимать соревнования самого высокого уровня. Длина трассы составляла 1700 м при высоте в 153 м.
Были разыграны два комплекта наград, в заездах приняли участие 101 человек из 14 стран мира. В заездах двоек победил итальянский экипаж в составе Ламберто далла Косты и Джакомо Конти, в заездах четвёрок победу одержала сборная Швейцарии: Франц Капус, Готфрид Динер, Робер Аль и Генрих Ангст.

## Медали

### Общий зачёт
| Общее количество медалей |           |        |         |        |       |
| Место                    | Страна    | Золото | Серебро | Бронза | Всего |
| 1                        | Италия    | 1      | 2       | 0      | 3     |
| 2                        | Швейцария | 1      | 0       | 1      | 2     |
| 3                        | США       | 0      | 0       | 1      | 1     |

### Медалисты
| Дисциплина       | Золото                                                             | Серебро                                                                       | Бронза                                                         |
| Мужчины-двойки   | Италия · Ламберто далла Коста · Джакомо Конти                      | Италия · Эудженио Монти · Ренцо Альвера                                       | Швейцария · Макс Ангст · Гарри Уорбертон                       |
| Мужчины-четвёрки | Швейцария · Франц Капус · Готфрид Динер · Робер Аль · Генрих Ангст | Италия · Эудженио Монти · Ульрико Джирарди · Ренцо Альвера · Ренато Мочеллини | США · Артур Тайлер · Уильям Додж · Чарльз Батлер · Джеймс Лэми |